# Aiguilles Dorées
Die Aiguilles Dorées sind eine Bergkette der Mont-Blanc-Gruppe im Kanton Wallis. Der höchste Gipfel mit dem Namen Aiguille de la Varappe hat eine Höhe von 3518 m ü. M.

## Geografie
Die Aiguilles Dorées (deutsch Goldene Nadeln) bilden einen zwei Kilometer langen Grat mit Wänden und vielen Spitzen aus Granit. Die Bergreihe beginnt an der Petite Fourche (3513 m ü. M.), die auf der Grenze zwischen der Schweiz und Frankreich liegt, und erstreckt sich gegen Ostnordosten. Nach der Gruppe der Aiguilles Dorées setzt sich die Bergkette mit leicht abnehmenden Gipfelhöhen über weitere zwei Kilometer fort bis zu den Gipfeln des Portalet und der Clochers du Portalet. Markante Nadeln im Gratverlauf sind auch die Tête Biselx (3508 m ü. M.) und der Trident (3435 m ü. M.), und weitere Felserhebungen heissen Tête Crettez, Aiguille Javelle, Aiguille Sans Nom («Nadel ohne Namen»), Pointe Fynn und Aiguille Penchée.
Die Bergkette steht zwischen dem Gebiet des Trientgletschers im Norden und des Saleinagletschers im Süden. Ein hoher Übergang zwischen der Petite Fourche und der Aiguille de la Varappe mit der Bezeichnung Fenêtre de Saleinaz trennt als Scharte und schmaler Felsgrat die beiden Gletscherflächen. Östlich der Aiguilles Dorées liegt der kleine Gletscher Glacier des Plines.
Über den Bergrat verläuft die Grenze zwischen den Gemeinden Orsières und Trient.

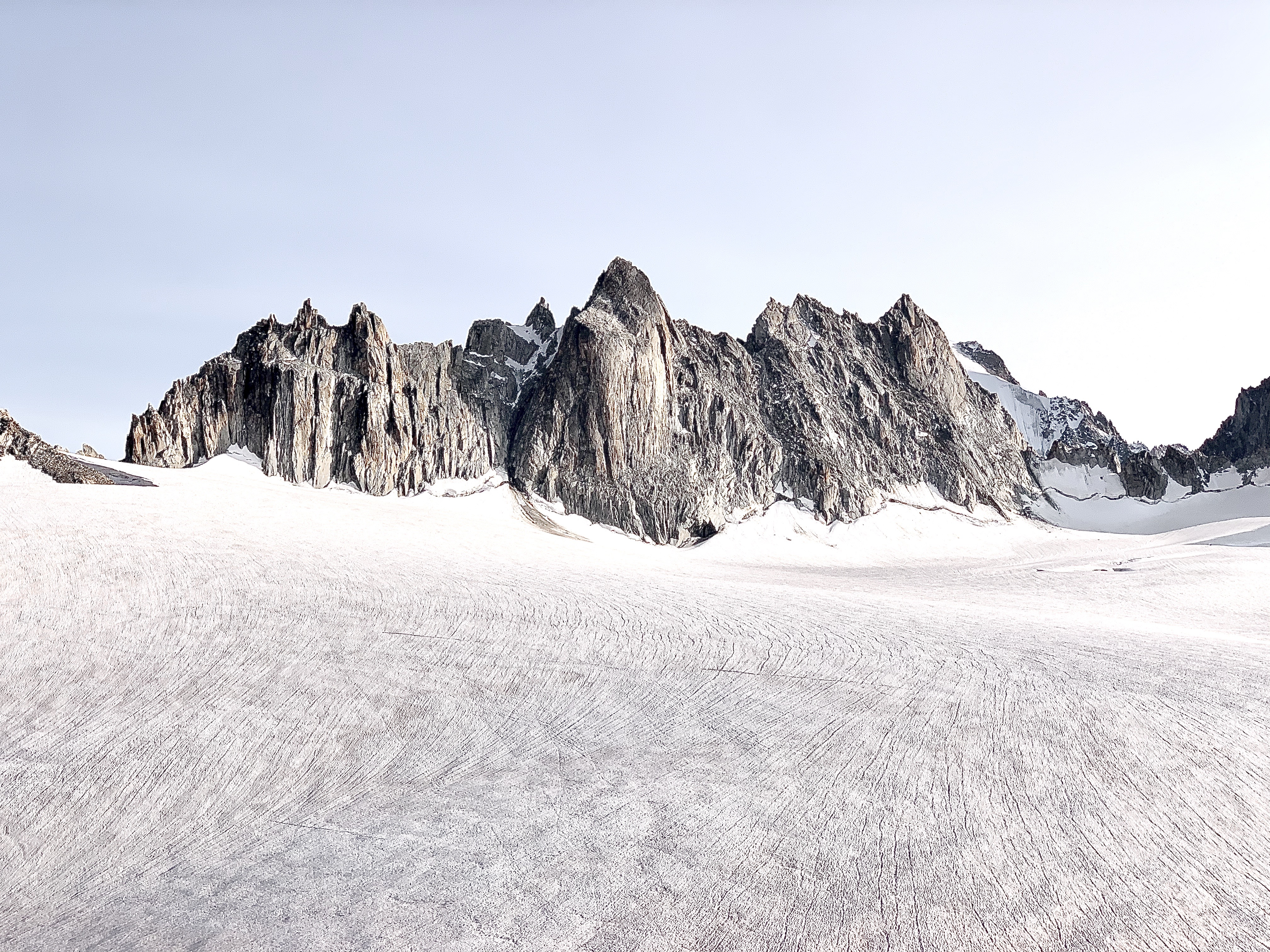
Die Aiguilles Dorées (2021)

Die Berggruppe ist als eine der bedeutenden Kletterregionen des Mont-Blanc-Massivs bekannt. Sie ist von der Cabane du Trient, dem Biwak Envers des Dorées und der Cabane de Saleina gut erreichbar. Ein Zugang von Frankreich aus beginnt im Refuge Albert 1er über den Gletscher Glacier du Tour.
1990 gelang der französischen Bergsteigerin Simone Badier die Erstbegehung der Südwand der Aiguilles Dorées.